# Marquesado de Cádiz
El marquesado de Cádiz es un título nobiliario español que el rey Enrique IV de Castilla concedió el 20 de enero de 1471 a Juan Ponce de León y Ayala, VI señor de Marchena y II conde de Arcos, de la Casa de Ponce de León. El señorío sobre esta ciudad, que ocupó en 1466 al calor de la guerra civil que enfrentaba al rey legítimo con la nobleza que respaldaba al infante Alfonso, le había sido confirmado por Enrique IV en junio de 1469.
En 1484 los Reyes Católicos concedieron a su hijo Rodrigo Ponce de León el título de I duque de Cádiz. Cuando este murió los mismos reyes negociaron con su heredera Francisca Ponce de León y Jiménez de la Fuente la caducidad del marquesado y del ducado de Cádiz, reincorporando la ciudad a la Corona y concediendo a su hijo Rodrigo Ponce de León en compensación el condado de Casares y elevando el condado de Arcos a ducado de Arcos. Actualmente nadie ostenta el título, por estar legalmente extinto. 

## Marqueses de Cádiz
- Juan Ponce de León y Ayala (Sevilla, 8 de diciembre de 1443-1472), I marqués de Cádiz y II conde de Arcos, hijo de Pedro Ponce de León y de Baeza, I conde de Medellín, I conde de Arcos de la Frontera, V señor de Marchena, señor de Bailén, y de su esposa María de Ayala y de Guzmán, hija del canciller Pedro López de Ayala.[6] Se casó en primeras nupcias con su sobrina, Leonor de Guzmán, hija de Alvar Pérez de Guzmán, señor de Orgaz y de Santa Olalla, y de Sancha Ponce de León. Después de fallecer su primera esposa, contrajo matrimonio con Leonor Núñez, de quien había tenido varios hijos estando casado que después fueron legitimados por mercedes reales, entre ellos, su sucesor en el marquesado de Cádiz.[7]
- Rodrigo Ponce de León (1443-1492), II marqués de Cádiz, I duque de Cádiz.[8] Contrajo matrimonio con Beatriz Fernández de Marmolejo, matrimonio que fue disuelto y sin descendencia.[9] Después contrajo un segundo matrimonio con Beatriz Pacheco, hija de Juan Pacheco. Tuvo con Inés Jiménez de la Fuente tres hijas legitimadas:[10] Francisca; María, casada con Rodrigo Messía Carrillo, VIII señor de La Guardia,  VIII señor de Santa Eufemia,[11] y de El Guijo;[9] y Leonor Ponce de León y de la Fuente, esposa de Francisco Enríquez de Ribera, condado de Los Morales, sin sucesión.[12]

Después de la muerte de Rodrigo, el marquesado de Cádiz revirtió a la corona.